# Scootacar

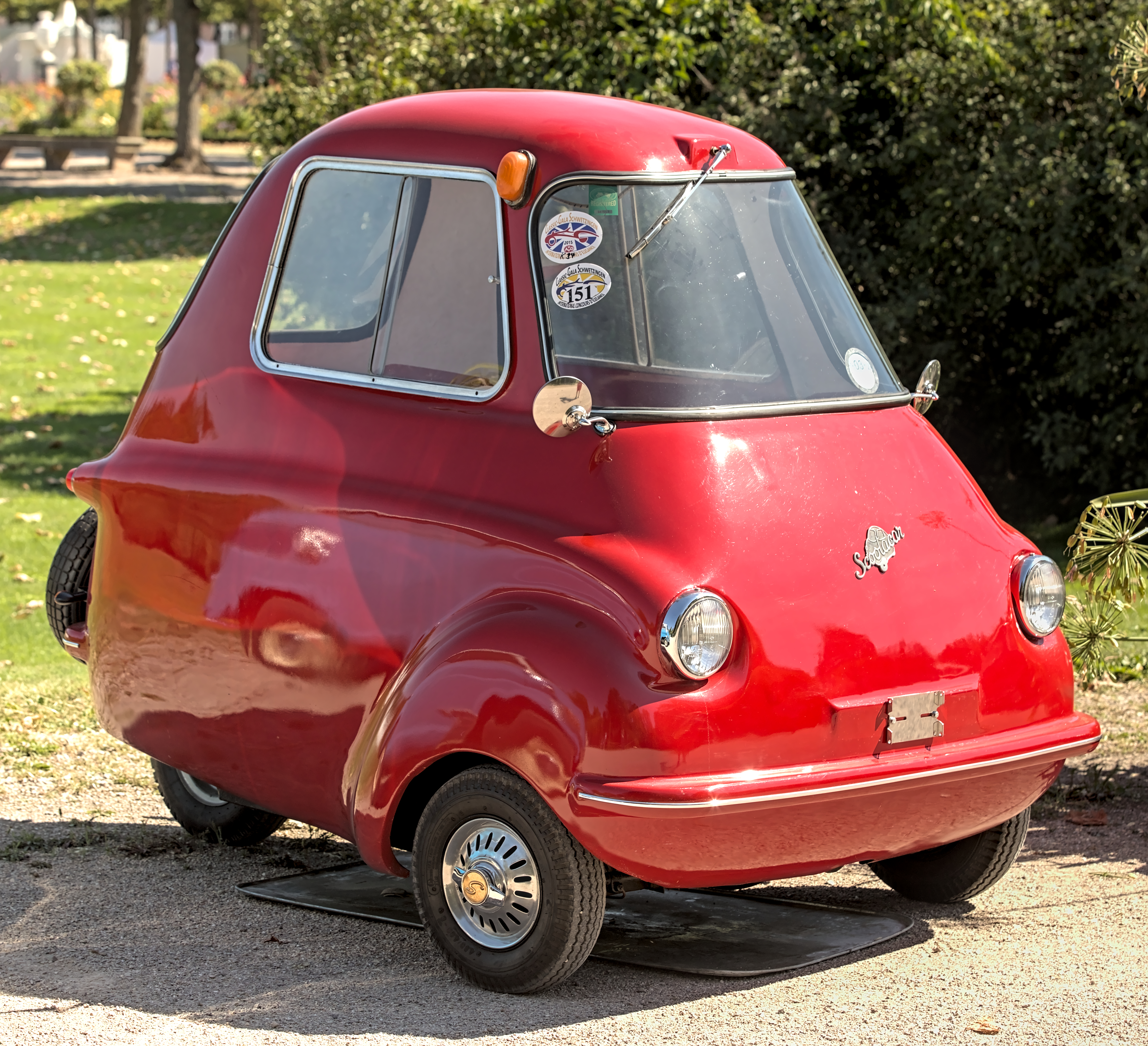
Scootacar

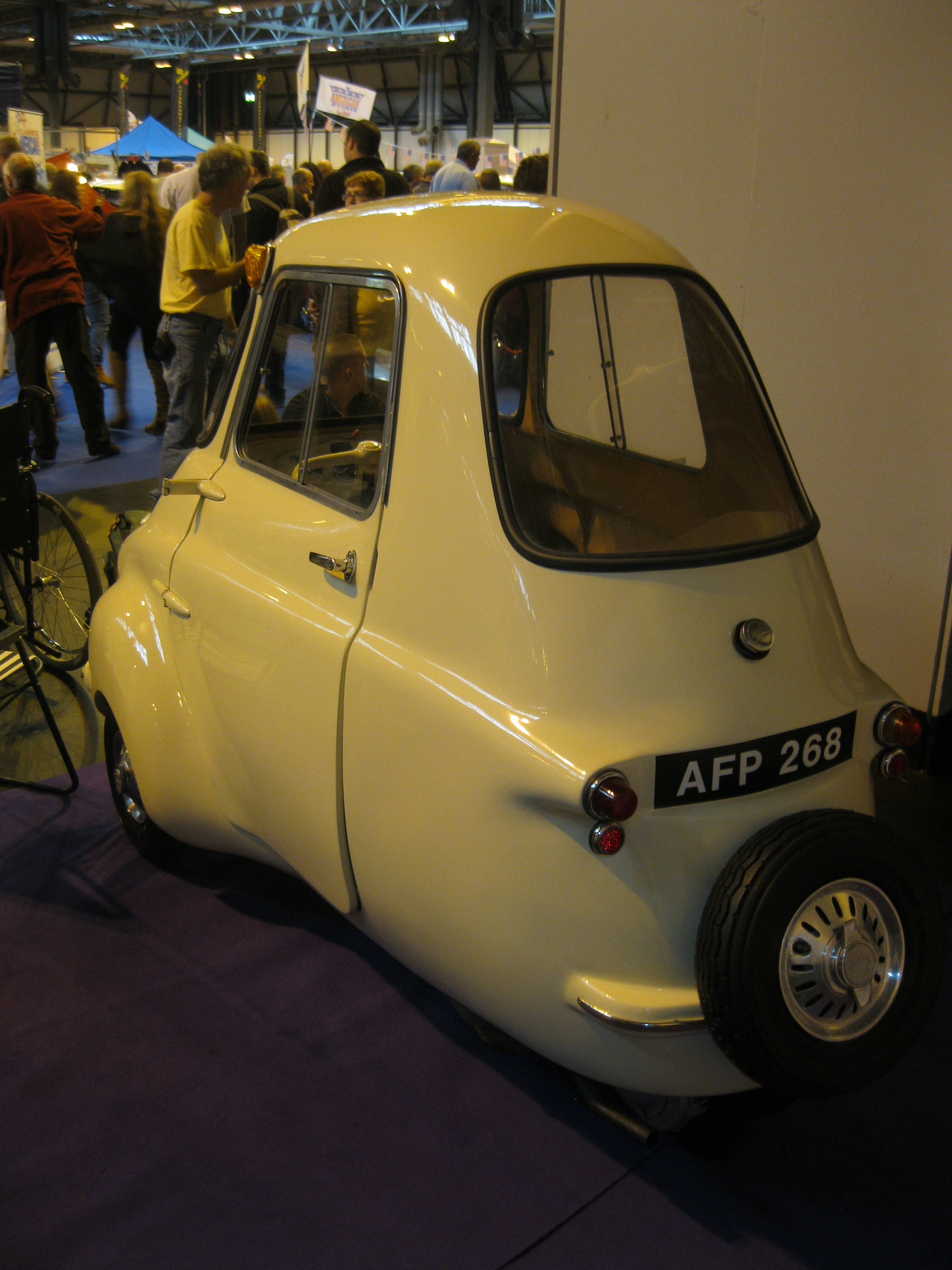
Heckansicht mit Reserverad

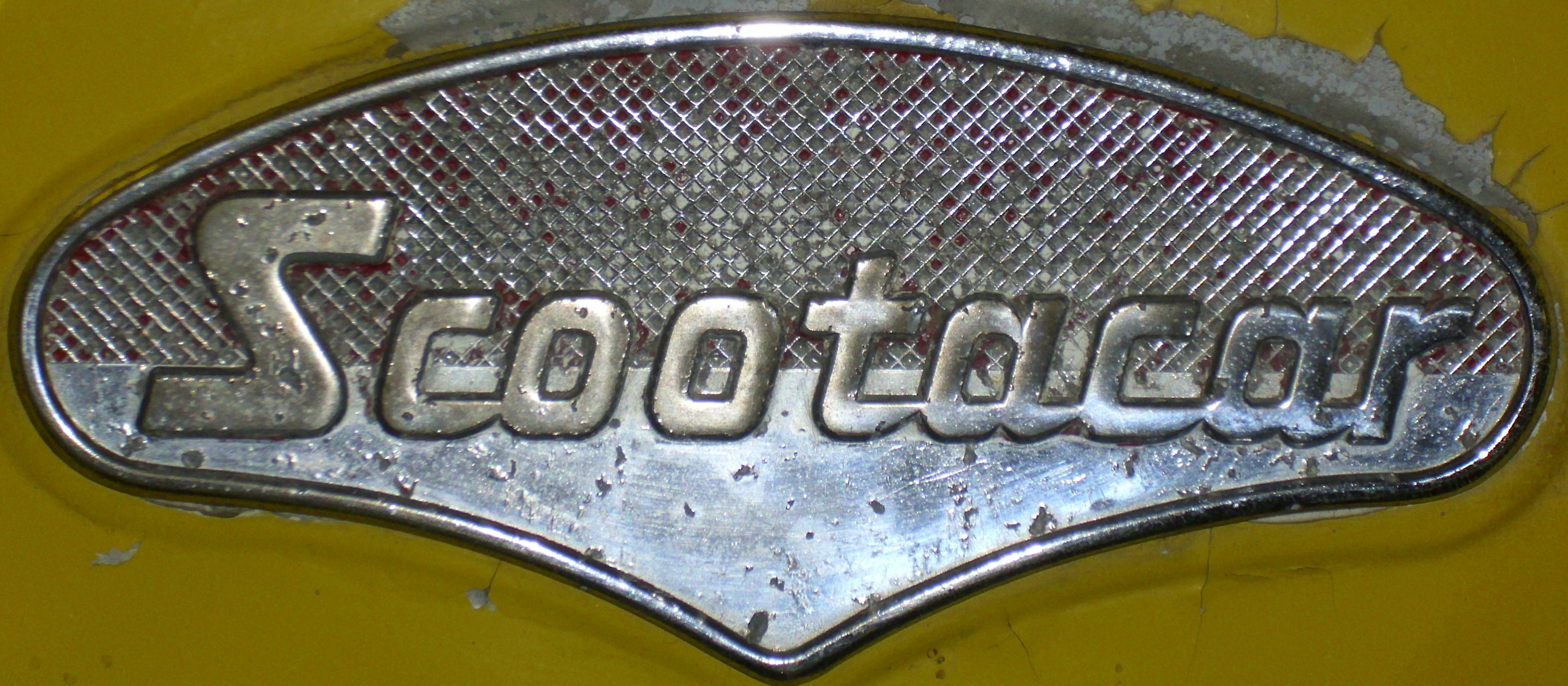
Emblem

Scootacar war ein britischer Hersteller von Automobilen.

## Unternehmensgeschichte
Das Unternehmen Scootacars Limited aus Leeds begann 1957 mit der Produktion von Automobilen. 1964 endete die Produktion.

## Fahrzeuge
Es wurde nur ein Modell hergestellt. Es war ein Kleinwagen mit drei Rädern, wobei sich das einzelne Rad hinten befand. Der Motor kam von Villiers Ltd und war vor dem Hinterrad in Mittelmotorbauweise angeordnet. Anfangs wurde nur ein Einzylindermotor mit 197 cm³ Hubraum und 8,5 PS angeboten, ab 1961 auch ein Zweizylindermotor mit 324 cm³ Hubraum und 13 PS. Die geschlossene Karosserie, die nur eine Tür auf der linken Seite besaß, war relativ kurz, schmal und hoch. Sie bot zwei Personen hintereinander Platz, wobei die hinten sitzende Person leicht versetzt saß und die Beine neben dem Fahrer ausstrecken konnte.
Fahrzeuge dieser Marke sind in verschiedenen Kleinwagenmuseen zu besichtigen.